# Lijst van afleveringen van F.C. De Kampioenen
F.C. De Kampioenen is een Vlaamse televisieserie (komedie) die de belevenissen van enkele leden van een voetbalploeg en hun familie volgde. Hier een overzicht van de afleveringen. Er verschenen 21 seizoenen van elk 13 afleveringen. In totaal telt de serie dus 273 afleveringen. Een seizoen van F.C. De Kampioenen wordt een reeks genoemd. Vanaf reeks 1 tot en met reeks 8 was DDT de belangrijke antagonist. Jacques Vermeire stapte echter in 1998 over naar de VTM (huidige Medialaan). Dus vanaf 1998 was de antagonist 2 seizoenen BTW, maar door de impopulariteit van dit personage werd hij vervangen door Fernand Costermans. Hij bleef de vijandige buurman van 2000 tot het laatste seizoen in 2011.
Vanaf circa 2020 werden enkele afleveringen geschrapt van heruitzendingen, omdat ze te maken hadden met problematische uitspraken of verouderde gedachten, of omdat er gastacteurs in optraden die veroordeeld zijn voor zedenfeiten. Op 26 september 2022 besliste VRT het grootste deel van de geschrapte afleveringen opnieuw online aan te bieden via het online mediaplatform VRT MAX maar niet opgenomen worden in het lineaire uitzendschema. Uitzendingen met achterhaalde beeldvorming krijgen voortaan een duidelijke disclaimer om de kijker erop te wijzen dat ze mogelijk niet langer passen bij de normen en waarden van de Vlaamse samenleving vandaag. Zo kan de kijker zelf beslissen wat hij wel of niet wil bekijken. De afleveringen worden hieronder met het symbool '*' aangeduid, de afleveringen aangeduid met '**' blijven echter geschrapt.

## Reeks 1 (1990)
| Volgnummer | Volgnummer in de reeks | Titel van aflevering       | Scenarist(en)                  | Uitzenddatum     |  |
| ---------- | ---------------------- | -------------------------- | ------------------------------ | ---------------- |  |
| 1          | 1                      | De nieuwe truitjes         | Willy Van Poucke               | 6 oktober 1990   |  |
| 2          | 2                      | Koopjes                    | Willy Van Poucke               | 13 oktober 1990  |  |
| 3          | 3                      | Vogelvrij                  | Peter Cnop en Frank Van Laecke | 20 oktober 1990  |  |
| 4          | 4                      | Het record                 | Frank Van Laecke               | 27 oktober 1990  |  |
| 5          | 5                      | Doortje                    | Peter Cnop                     | 3 november 1990  |  |
| 6          | 6                      | Transfer                   | René Swartenbroekx             | 10 november 1990 |  |
| 7          | 7                      | Carmens wasmachine         | Peter Cnop en Frank Van Laecke | 17 november 1990 |  |
| 8          | 8                      | De ster                    | René Swartenbroekx             | 24 november 1990 |  |
| 9          | 9                      | Crisis                     | Frank Van Laecke               | 1 december 1990  |  |
| 10         | 10                     | Voetbalploeg zoekt trainer | Frank Van Laecke               | 8 december 1990  |  |
| 11         | 11                     | Het geld of het veld       | Peter Cnop                     | 15 december 1990 |  |
| 12         | 12                     | Verkiezingen               | Frank Van Laecke               | 22 december 1990 |  |
| 13         | 13                     | Omkoopschandaal            | René Swartenbroekx             | 29 december 1990 |  |

## Reeks 2 (1991)
| Volgnummer | Volgnummer in de reeks | Titel van aflevering  | Scenarist(en)      | Uitzenddatum     |  |
| ---------- | ---------------------- | --------------------- | ------------------ | ---------------- |  |
| 14         | 1                      | Alleen is maar alleen | Anton Klee         | 5 oktober 1991   |  |
| 15         | 2                      | Bekers                | Collectief Foks    | 12 oktober 1991  |  |
| 16         | 3                      | Naar Amerika          | René Swartenbroekx | 19 oktober 1991  |  |
| 17         | 4                      | De streep             | Frank Van Laecke   | 26 oktober 1991  |  |
| 18         | 5                      | Carmen rukt op        | Frank Van Laecke   | 2 november 1991  |  |
| 19         | 6                      | FC Toneel             | René Swartenbroekx | 9 november 1991  |  |
| 20         | 7                      | De vriendin           | Anton Klee         | 16 november 1991 |  |
| 21         | 8                      | Bieke's auto          | René Swartenbroekx | 23 november 1991 |  |
| 22         | 9                      | Operatie Parkiet      | Collectief Foks    | 30 november 1991 |  |
| 23         | 10                     | De ooievaar           | Frank Van Laecke   | 7 december 1991  |  |
| 24         | 11                     | De controleur         | Luc Kerkhofs       | 14 december 1991 |  |
| 25         | 12                     | Xavier gekwetst       | Anton Klee         | 21 december 1991 |  |
| 26         | 13                     | Verliefd*             | René Swartenbroekx | 28 december 1991 |  |

## Reeks 3 (1992-1993)
| Volgnummer | Volgnummer in de reeks | Titel van aflevering | Scenarist(en)      | Uitzenddatum     |  |
| ---------- | ---------------------- | -------------------- | ------------------ | ---------------- |  |
| 27         | 1                      | De nieuwe Kampioen   | Frank Van Laecke   | 10 oktober 1992  |  |
| 28         | 2                      | Depressief           | René Swartenbroekx | 17 oktober 1992  |  |
| 29         | 3                      | De elfde man         | Luc Kerkhofs       | 24 oktober 1992  |  |
| 30         | 4                      | De schat             | Anton Klee         | 31 oktober 1992  |  |
| 31         | 5                      | Besmet!              | Frank Van Laecke   | 7 november 1992  |  |
| 32         | 6                      | De haptonoom         | Anton Klee         | 14 november 1992 |  |
| 33         | 7                      | Weekend aan zee      | Luc Kerkhofs       | 21 november 1992 |  |
| 34         | 8                      | Stank voor dank      | Anton Klee         | 28 november 1992 |  |
| 35         | 9                      | Miss Knalpot         | Frank Van Laecke   | 5 december 1992  |  |
| 36         | 10                     | Kiescampagne         | René Swartenbroekx | 12 december 1992 |  |
| 37         | 11                     | Tango d'Amore        | Anton Klee         | 19 december 1992 |  |
| 38         | 12                     | DDT niet OK          | Luc Kerkhofs       | 26 december 1992 |  |
| 39         | 13                     | Betrapt              | Frank Van Laecke   | 2 januari 1993   |  |

## Reeks 4 (1993)
| Volgnummer | Volgnummer in de reeks | Titel van aflevering | Scenarist(en)      | Uitzenddatum     |  |
| ---------- | ---------------------- | -------------------- | ------------------ | ---------------- |  |
| 40         | 1                      | De motorfiets        | Anton Klee         | 2 oktober 1993   |  |
| 41         | 2                      | FC Championettes     | Frank Van Laecke   | 9 oktober 1993   |  |
| 42         | 3                      | Verwisselingen       | Frank Van Laecke   | 16 oktober 1993  |  |
| 43         | 4                      | Rode vlekjes**       | René Swartenbroekx | 23 oktober 1993  |  |
| 44         | 5                      | De aanranding        | Anton Klee         | 30 oktober 1993  |  |
| 45         | 6                      | Cinema, cinema       | Frank Van Laecke   | 6 november 1993  |  |
| 46         | 7                      | Bieke solo           | René Swartenbroekx | 13 november 1993 |  |
| 47         | 8                      | Liefdesverdriet      | Anton Klee         | 20 november 1993 |  |
| 48         | 9                      | Het jubileum         | Jan Schuermans     | 27 november 1993 |  |
| 49         | 10                     | De scheidsrechter    | René Swartenbroekx | 4 december 1993  |  |
| 50         | 11                     | Radiosterren         | Anton Klee         | 11 december 1993 |  |
| 51         | 12                     | Here we come         | Eva Lambert        | 18 december 1993 |  |
| 52         | 13                     | Love Story           | Frank Van Laecke   | 25 december 1993 |  |

## Reeks 5 (1994-1995)
| Volgnummer | Volgnummer in de reeks | Titel van aflevering | Scenarist(en)      | Uitzenddatum     |  |
| ---------- | ---------------------- | -------------------- | ------------------ | ---------------- |  |
| 53         | 1                      | De nieuwe start      | Frank Van Laecke   | 3 december 1994  |  |
| 54         | 2                      | De huwelijksmakelaar | René Swartenbroekx | 10 december 1994 |  |
| 55         | 3                      | Liefde is blind      | Anton Klee         | 17 december 1994 |  |
| 56         | 4                      | Overtijd             | René Swartenbroekx | 24 december 1994 |  |
| 57         | 5                      | Vrouwenhandel        | Jan Schuermans     | 31 december 1994 |  |
| 58         | 6                      | De filmster          | Anton Klee         | 7 januari 1995   |  |
| 59         | 7                      | Boma's list          | Frank Van Laecke   | 14 januari 1995  |  |
| 60         | 8                      | De stagiaire         | Jan Schuermans     | 21 januari 1995  |  |
| 61         | 9                      | Marc macho           | Wout Thielemans    | 28 januari 1995  |  |
| 62         | 10                     | De steward           | Jan Schuermans     | 4 februari 1995  |  |
| 63         | 11                     | De clubkas           | René Swartenbroekx | 11 februari 1995 |  |
| 64         | 12                     | Aardstralen          | Anton Klee         | 18 februari 1995 |  |
| 65         | 13                     | DDT getrouwd         | Anton Klee         | 25 februari 1995 |  |

## Reeks 6 (1995-1996)
| Volgnummer | Volgnummer in de reeks | Titel van aflevering | Scenarist(en)      | Uitzenddatum     |  |
| ---------- | ---------------------- | -------------------- | ------------------ | ---------------- |  |
| 66         | 1                      | Mijnheer Constant    | Jan Schuermans     | 2 december 1995  |  |
| 67         | 2                      | De bakvis            | Frank Van Laecke   | 9 december 1995  |  |
| 68         | 3                      | Boem!                | Koen Vermeiren     | 16 december 1995 |  |
| 69         | 4                      | Blauwhelmen*         | Anton Klee         | 23 december 1995 |  |
| 70         | 5                      | De sympathiekste     | René Swartenbroekx | 30 december 1995 |  |
| 71         | 6                      | Carmen vermist       | Frank Van Laecke   | 6 januari 1996   |  |
| 72         | 7                      | Bij Xavier*          | René Swartenbroekx | 13 januari 1996  |  |
| 73         | 8                      | Prijs*               | Wout Thielemans    | 20 januari 1996  |  |
| 74         | 9                      | Houd de dief         | Anton Klee         | 27 januari 1996  |  |
| 75         | 10                     | Cupido               | Koen Vermeiren     | 3 februari 1996  |  |
| 76         | 11                     | Gigolo Marc          | Bart Cooreman      | 10 februari 1996 |  |
| 77         | 12                     | American football    | Jan Schuermans     | 17 februari 1996 |  |
| 78         | 13                     | Boma's sister        | Wout Thielemans    | 24 februari 1996 |  |

## Reeks 7 (1996-1997)
| Volgnummer | Volgnummer in de reeks | Titel van aflevering     | Scenarist(en)      | Uitzenddatum     |  |
| ---------- | ---------------------- | ------------------------ | ------------------ | ---------------- |  |
| 79         | 1                      | Sinterklaas kampioentje* | Koen Vermeiren     | 7 december 1996  |  |
| 80         | 2                      | Het schilderij           | René Swartenbroekx | 14 december 1996 |  |
| 81         | 3                      | Doping                   | Anton Klee         | 21 december 1996 |  |
| 82         | 4                      | Marc stopt               | Jan Schuermans     | 28 december 1996 |  |
| 83         | 5                      | Verboden vruchten        | Bart Cooreman      | 4 januari 1997   |  |
| 84         | 6                      | De erfenis               | Anton Klee         | 11 januari 1997  |  |
| 85         | 7                      | DDT bedreigd             | Bart Cooreman      | 18 januari 1997  |  |
| 86         | 8                      | Schijn bedriegt          | Koen Vermeiren     | 25 januari 1997  |  |
| 87         | 9                      | Zwarte liefde*           | Jan Schuermans     | 1 februari 1997  |  |
| 88         | 10                     | Smeergeld                | Jan Schuermans     | 8 februari 1997  |  |
| 89         | 11                     | De optimist              | Koen Vermeiren     | 15 februari 1997 |  |
| 90         | 12                     | De helderziende          | Bart Cooreman      | 22 februari 1997 |  |
| 91         | 13                     | Eindelijk                | Wout Thielemans    | 1 maart 1997     |  |

## Reeks 8 (1997-1998)
| Volgnummer | Volgnummer in de reeks | Titel van aflevering | Scenarist(en)       | Uitzenddatum     |  |
| ---------- | ---------------------- | -------------------- | ------------------- | ---------------- |  |
| 92         | 1                      | De verhuizing        | Koen Vermeiren      | 6 december 1997  |  |
| 93         | 2                      | Café zonder bier     | Koen Vermeiren      | 13 december 1997 |  |
| 94         | 3                      | Carmen zwanger       | Bart Cooreman       | 20 december 1997 |  |
| 95         | 4                      | Verkocht!            | René Swartenbroekx  | 27 december 1997 |  |
| 96         | 5                      | Roger*               | Wout Thielemans     | 3 januari 1998   |  |
| 97         | 6                      | FC De Valentino's    | Wout Thielemans     | 10 januari 1998  |  |
| 98         | 7                      | Het koekoeksjong     | Jan Schuermans      | 17 januari 1998  |  |
| 99         | 8                      | De infiltrant        | Koen Vermeiren      | 24 januari 1998  |  |
| 100        | 9                      | FC Junior            | Nico De Braeckeleer | 31 januari 1998  |  |
| 101        | 10                     | De horoscoop         | René Swartenbroekx  | 7 februari 1998  |  |
| 102        | 11                     | Het clubblad         | Koen Vermeiren      | 14 februari 1998 |  |
| 103        | 12                     | De aanhouder wint    | Jan Schuermans      | 21 februari 1998 |  |
| 104        | 13                     | Spoorloos            | Bart Cooreman       | 28 februari 1998 |  |

## Reeks 9 (1998-1999)
| Volgnummer | Volgnummer in de reeks | Titel van aflevering      | Scenarist(en)      | Uitzenddatum     |  |
| ---------- | ---------------------- | ------------------------- | ------------------ | ---------------- |  |
| 105        | 1                      | BTW inbegrepen            | René Swartenbroekx | 28 november 1998 |  |
| 106        | 2                      | Smakelijk!                | Koen Vermeiren     | 5 december 1998  |  |
| 107        | 3                      | De splinternieuwe trainer | Wout Thielemans    | 12 december 1998 |  |
| 108        | 4                      | Bertha Boma               | Bart Cooreman      | 19 december 1998 |  |
| 109        | 5                      | De hofleverancier         | Bart Cooreman      | 26 december 1998 |  |
| 110        | 6                      | Bieke culinair            | Wout Thielemans    | 2 januari 1999   |  |
| 111        | 7                      | Schone schijn             | Bart Cooreman      | 9 januari 1999   |  |
| 112        | 8                      | Doortje Waterslaeghers    | René Swartenbroekx | 16 januari 1999  |  |
| 113        | 9                      | Interim sponsor           | Jan Bergmans       | 23 januari 1999  |  |
| 114        | 10                     | Chérie                    | Gerrie Van Rompaey | 30 januari 1999  |  |
| 115        | 11                     | Survival training         | Anton Klee         | 6 februari 1999  |  |
| 116        | 12                     | De sollicitatie           | Koen Vermeiren     | 13 februari 1999 |  |
| 117        | 13                     | Boma failliet             | Bart Cooreman      | 20 februari 1999 |  |

## Reeks 10 (1999-2000)
| Volgnummer | Volgnummer in de reeks | Titel van aflevering      | Scenarist(en)      | Uitzenddatum     |  |
| ---------- | ---------------------- | ------------------------- | ------------------ | ---------------- |  |
| 118        | 1                      | Wie het schoentje past... | Bart Cooreman      | 27 november 1999 |  |
| 119        | 2                      | Monsieur Boma             | Jan Bergmans       | 4 december 1999  |  |
| 120        | 3                      | Het aanzoek               | Bart Cooreman      | 11 december 1999 |  |
| 121        | 4                      | Chez Nero                 | Anton Klee         | 18 december 1999 |  |
| 122        | 5                      | Werk aan de winkel        | René Swartenbroekx | 25 december 1999 |  |
| 123        | 6                      | Casanova Vertongen        | Gerrie Van Rompaey | 1 januari 2000   |  |
| 124        | 7                      | Bomeo en Julia            | Koen Vermeiren     | 8 januari 2000   |  |
| 125        | 8                      | België - Holland          | Bart Cooreman      | 15 januari 2000  |  |
| 126        | 9                      | Nero superstar            | Bart Cooreman      | 22 januari 2000  |  |
| 127        | 10                     | Waterslaeghers senior     | Gerrie Van Rompaey | 29 januari 2000  |  |
| 128        | 11                     | Kolonel Waterslaeghers    | Bart Cooreman      | 5 februari 2000  |  |
| 129        | 12                     | Voorrang van rechts       | Jan Bergmans       | 12 februari 2000 |  |
| 130        | 13                     | Totale uitverkoop         | Koen Vermeiren     | 19 februari 2000 |  |

## Reeks 11 (2000-2001)
| Volgnummer | Volgnummer in de reeks | Titel van aflevering     | Scenarist(en)                                   | Uitzenddatum     |  |
| ---------- | ---------------------- | ------------------------ | ----------------------------------------------- | ---------------- |  |
| 131        | 1                      | Twaalf stielen           | Koen Vermeiren                                  | 2 december 2000  |  |
| 132        | 2                      | Jonger dan je denkt      | Bart Cooreman                                   | 9 december 2000  |  |
| 133        | 3                      | Te bed of niet te bed    | René Swartenbroekx                              | 16 december 2000 |  |
| 134        | 4                      | Vrolijk kerstfeest       | Bart Cooreman                                   | 23 december 2000 |  |
| 135        | 5                      | Carmen goes classic      | Knarf Van Pellecom                              | 30 december 2000 |  |
| 136        | 6                      | De kidnapping            | Anton Klee                                      | 6 januari 2001   |  |
| 137        | 7                      | Succes verzekerd         | Jan Bergmans                                    | 13 januari 2001  |  |
| 138        | 8                      | Eerlijk duurt het langst | Koen Vermeiren                                  | 20 januari 2001  |  |
| 139        | 9                      | De Bomababe              | Wout Thielemans                                 | 27 januari 2001  |  |
| 140        | 10                     | Grenzen verleggen        | Knarf Van Pellecom                              | 3 februari 2001  |  |
| 141        | 11                     | Lief dagboek             | Wout Thielemans, naar een idee van Jan Bergmans | 10 februari 2001 |  |
| 142        | 12                     | Oud zot                  | Bart Cooreman                                   | 17 februari 2001 |  |
| 143        | 13                     | Soep van duifjes         | René Swartenbroekx                              | 24 februari 2001 |  |

## Reeks 12 (2001-2002)
| Volgnummer | Volgnummer in de reeks | Titel van aflevering    | Scenarist(en)                                      | Uitzenddatum     |  |
| ---------- | ---------------------- | ----------------------- | -------------------------------------------------- | ---------------- |  |
| 144        | 1                      | Geheime aanbidders      | Wout Thielemans, naar een idee van Sabine Clement  | 8 december 2001  |  |
| 145        | 2                      | Stoelendans             | Koen Vermeiren                                     | 15 december 2001 |  |
| 146        | 3                      | Vuil spel*              | Bart Cooreman                                      | 22 december 2001 |  |
| 147        | 4                      | Dag van de secretaresse | Anton Klee                                         | 29 december 2001 |  |
| 148        | 5                      | Gebuisd                 | Bart Cooreman                                      | 5 januari 2002   |  |
| 149        | 6                      | De nieuwe kracht        | René Swartenbroekx                                 | 12 januari 2002  |  |
| 150        | 7                      | Psycho Boma             | Knarf Van Pellecom                                 | 19 januari 2002  |  |
| 151        | 8                      | Aprilvissers            | Wout Thielemans                                    | 26 januari 2002  |  |
| 152        | 9                      | De enquête**            | Knarf Van Pellecom, naar een idee van Bert Meskens | 2 februari 2002  |  |
| 153        | 10                     | Lottokoorts             | Koen Vermeiren                                     | 9 februari 2002  |  |
| 154        | 11                     | Made in Germany         | Bart Cooreman                                      | 16 februari 2002 |  |
| 155        | 12                     | Besparingsplan          | Bart Cooreman, naar een idee van Johan Catteeuw    | 23 februari 2002 |  |
| 156        | 13                     | Baboeleke               | Wout Thielemans                                    | 2 maart 2002     |  |

## Reeks 13 (2002-2003)
| Volgnummer | Volgnummer in de reeks | Titel van aflevering   | Scenarist(en)                                      | Uitzenddatum     |  |
| ---------- | ---------------------- | ---------------------- | -------------------------------------------------- | ---------------- |  |
| 157        | 1                      | Het knekelveld         | Koen Vermeiren                                     | 7 december 2002  |  |
| 158        | 2                      | Kamer te huur*         | Bart Cooreman                                      | 14 december 2002 |  |
| 159        | 3                      | Blond & meedogenloos   | Knarf Van Pellecom en Marc Scheers                 | 21 december 2002 |  |
| 160        | 4                      | Het Kampioenenbal      | Bart Cooreman                                      | 28 december 2002 |  |
| 161        | 5                      | Nennieuwennoed**       | René Swartenbroekx                                 | 4 januari 2003   |  |
| 162        | 6                      | Friet met mayonaise    | Bart Cooreman                                      | 11 januari 2003  |  |
| 163        | 7                      | Xaviera Waterslaeghers | Knarf Van Pellecom, naar een idee van Marc Scheers | 18 januari 2003  |  |
| 164        | 8                      | Keeper gezocht         | Knarf Van Pellecom, naar een idee van Marc Scheers | 25 januari 2003  |  |
| 165        | 9                      | Het mirakel            | Bart Cooreman                                      | 1 februari 2003  |  |
| 166        | 10                     | Vrolijke vrienden      | Mieke Verbelen                                     | 8 februari 2003  |  |
| 167        | 11                     | Hoogtevrees            | An Swartenbroekx                                   | 15 februari 2003 |  |
| 168        | 12                     | Gele limonade          | Bart Cooreman, naar een idee van Marc Scheers      | 22 februari 2003 |  |
| 169        | 13                     | Bloemetjes en bijtjes  | Bart Cooreman                                      | 1 maart 2003     |  |

## Reeks 14 (2003-2004)
| Volgnummer | Volgnummer in de reeks | Titel van aflevering  | Scenarist(en)                                      | Uitzenddatum     |  |
| ---------- | ---------------------- | --------------------- | -------------------------------------------------- | ---------------- |  |
| 170        | 1                      | Café op stelten       | Bart Cooreman                                      | 6 december 2003  |  |
| 171        | 2                      | Innige deelneming     | Bart Cooreman                                      | 13 december 2003 |  |
| 172        | 3                      | De nieuwe matras      | René Swartenbroekx                                 | 20 december 2003 |  |
| 173        | 4                      | Eviva España          | Knarf Van Pellecom, naar een idee van Marc Scheers | 27 december 2003 |  |
| 174        | 5                      | Zet ’m op!            | Bart Cooreman                                      | 3 januari 2004   |  |
| 175        | 6                      | Met twee aan zee      | Knarf Van Pellecom, naar een idee van Marc Scheers | 10 januari 2004  |  |
| 176        | 7                      | Kere weer om          | Knarf Van Pellecom, naar een idee van Marc Scheers | 17 januari 2004  |  |
| 177        | 8                      | O sole mio            | Mieke Verbelen                                     | 24 januari 2004  |  |
| 178        | 9                      | Rock a Billie         | Knarf Van Pellecom, naar een idee van Marc Scheers | 31 januari 2004  |  |
| 179        | 10                     | Voor een prikje       | Bart Cooreman                                      | 7 februari 2004  |  |
| 180        | 11                     | Het Ardennenoffensief | Bart Cooreman                                      | 14 februari 2004 |  |
| 181        | 12                     | Pol in de put         | An Swartenbroekx                                   | 21 februari 2004 |  |
| 182        | 13                     | Quix                  | Bart Cooreman                                      | 28 februari 2004 |  |

## Reeks 15 (2004-2005)
| Volgnummer | Volgnummer in de reeks | Titel van aflevering | Scenarist(en)                                                            | Uitzenddatum     |  |
| ---------- | ---------------------- | -------------------- | ------------------------------------------------------------------------ | ---------------- |  |
| 183        | 1                      | Baby Baby            | Bart Cooreman                                                            | 4 december 2004  |  |
| 184        | 2                      | Boma surprise        | Knarf Van Pellecom                                                       | 11 december 2004 |  |
| 185        | 3                      | In vuur en vlam      | Mieke Verbelen en Knarf Van Pellecom                                     | 18 december 2004 |  |
| 186        | 4                      | Boma op jacht        | Bart Cooreman                                                            | 25 december 2004 |  |
| 187        | 5                      | Zware Julien         | Knarf Van Pellecom, naar een idee van Knarf Van Pellecom en Marc Scheers | 1 januari 2005   |  |
| 188        | 6                      | Op vrijersvoeten     | Bart Cooreman                                                            | 8 januari 2005   |  |
| 189        | 7                      | Verloofd!            | Bart Cooreman                                                            | 15 januari 2005  |  |
| 190        | 8                      | Het cadeau           | Bart Cooreman                                                            | 22 januari 2005  |  |
| 191        | 9                      | De moeders           | An Swartenbroekx                                                         | 29 januari 2005  |  |
| 192        | 10                     | Het lied             | An Swartenbroekx, naar een idee van Knarf Van Pellecom                   | 5 februari 2005  |  |
| 193        | 11                     | De getuigen          | Bart Cooreman                                                            | 12 februari 2005 |  |
| 194        | 12                     | De vrijgezellenavond | Bart Cooreman                                                            | 19 februari 2005 |  |
| 195        | 13                     | Het huwelijk         | René Swartenbroekx                                                       | 26 februari 2005 |  |

## Reeks 16 (2005-2006)
| Volgnummer | Volgnummer in de reeks | Titel van aflevering | Scenarist(en)      | Uitzenddatum     |  |
| ---------- | ---------------------- | -------------------- | ------------------ | ---------------- |  |
| 196        | 1                      | Kopzorgen*           | Bart Cooreman      | 3 december 2005  |  |
| 197        | 2                      | Lief klein bolleke   | René Swartenbroekx | 10 december 2005 |  |
| 198        | 3                      | Verslaafd            | Knarf Van Pellecom | 17 december 2005 |  |
| 199        | 4                      | De tribune           | Jan Schuermans     | 24 december 2005 |  |
| 200        | 5                      | Feest!               | Bart Cooreman      | 31 december 2005 |  |
| 201        | 6                      | Een beetje verliefd  | Bart Cooreman      | 7 januari 2006   |  |
| 202        | 7                      | Het goede doel       | An Swartenbroekx   | 14 januari 2006  |  |
| 203        | 8                      | Team spirit          | Bart Cooreman      | 21 januari 2006  |  |
| 204        | 9                      | De eerste prijs      | René Swartenbroekx | 28 januari 2006  |  |
| 205        | 10                     | Voedselvergiftiging  | Knarf Van Pellecom | 4 februari 2006  |  |
| 206        | 11                     | Valentijn            | Knarf Van Pellecom | 11 februari 2006 |  |
| 207        | 12                     | Nonkel Gilbert       | Jan Schuermans     | 18 februari 2006 |  |
| 208        | 13                     | Amen en uit          | Bart Cooreman      | 25 februari 2006 |  |

## Reeks 17 (2006-2007)
| Volgnummer | Volgnummer in de reeks | Titel van aflevering     | Scenarist(en)      | Uitzenddatum     |  |
| ---------- | ---------------------- | ------------------------ | ------------------ | ---------------- |  |
| 209        | 1                      | Knock out                | Knarf Van Pellecom | 16 december 2006 |  |
| 210        | 2                      | De twaalfde man          | Rudy Morren        | 23 december 2006 |  |
| 211        | 3                      | Spaghetti championaise** | Knarf Van Pellecom | 30 december 2006 |  |
| 212        | 4(°)                   | Winterstop               | An Swartenbroekx   | 6 januari 2007   |  |
| 213        | 5(°)                   | Love boat                | An Swartenbroekx   | 13 januari 2007  |  |
| 214        | 6                      | Kalenders                | Bart Cooreman      | 20 januari 2007  |  |
| 215        | 7                      | Allemaal beestjes        | Bart Cooreman      | 27 januari 2007  |  |
| 216        | 8                      | Een groen blaadje        | Bart Cooreman      | 3 februari 2007  |  |
| 217        | 9                      | Stokken in de wielen     | René Swartenbroekx | 10 februari 2007 |  |
| 218        | 10                     | Buitenspel               | Rudy Morren        | 17 februari 2007 |  |
| 219        | 11                     | Proost!                  | Knarf Van Pellecom | 24 februari 2007 |  |
| 220        | 12                     | De veiling               | Knarf Van Pellecom | 3 maart 2007     |  |
| 221        | 13                     | Operatie Betina          | Bart Cooreman      | 10 maart 2007    |  |

(°) De afleveringen Winterstop en Love boat zijn een special. Ze volgen elkaar dus meteen op.

## Reeks 18 (2007-2008)
| Volgnummer | Volgnummer in de reeks | Titel van aflevering    | Scenarist(en)      | Uitzenddatum     |  |
| ---------- | ---------------------- | ----------------------- | ------------------ | ---------------- |  |
| 222        | 1                      | Leven na de dood        | Bart Cooreman      | 15 december 2007 |  |
| 223        | 2                      | Ho ho ho                | Knarf Van Pellecom | 22 december 2007 |  |
| 224        | 3                      | What's new Pussycat     | Bart Cooreman      | 29 december 2007 |  |
| 225        | 4                      | De quiz                 | An Swartenbroekx   | 5 januari 2008   |  |
| 226        | 5                      | De kotmadam             | Rudy Morren        | 12 januari 2008  |  |
| 227        | 6                      | Het geluid              | Bart Cooreman      | 19 januari 2008  |  |
| 228        | 7                      | Lange vingers           | Bart Cooreman      | 26 januari 2008  |  |
| 229        | 8                      | Super papa              | Bart Cooreman      | 2 februari 2008  |  |
| 230        | 9                      | Dierbaar vaderland*     | An Swartenbroekx   | 9 februari 2008  |  |
| 231        | 10                     | De gokchinees           | Rudy Morren        | 16 februari 2008 |  |
| 232        | 11                     | Hormonen                | Bart Cooreman      | 23 februari 2008 |  |
| 233        | 12                     | Mijn grootste fan       | Wout Thielemans    | 1 maart 2008     |  |
| 234        | 13                     | Een moeilijke bevalling | Bart Cooreman      | 8 maart 2008     |  |

## Reeks 19 (2008-2009)
| Volgnummer | Volgnummer in de reeks | Titel van aflevering         | Scenarist(en)      | Uitzenddatum     |  |
| ---------- | ---------------------- | ---------------------------- | ------------------ | ---------------- |  |
| 235        | 1                      | Big in Japan                 | Bart Cooreman      | 13 december 2008 |  |
| 236        | 2                      | En dans!                     | Bart Cooreman      | 20 december 2008 |  |
| 237        | 3                      | Soirée privée                | Bart Cooreman      | 27 december 2008 |  |
| 238        | 4                      | Vraag het aan Vertongen      | Wout Thielemans    | 3 januari 2009   |  |
| 239        | 5                      | Doopfeest                    | Bart Cooreman      | 10 januari 2009  |  |
| 240        | 6                      | De nieuwe man                | Bart Cooreman      | 17 januari 2009  |  |
| 241        | 7                      | Schwalbe                     | Rudy Morren        | 24 januari 2009  |  |
| 242        | 8                      | Tony de pony                 | Knarf Van Pellecom | 31 januari 2009  |  |
| 243        | 9                      | Op straat!                   | Knarf Van Pellecom | 7 februari 2009  |  |
| 244        | 10                     | Hakuna matata*               | Carmino D'haene    | 14 februari 2009 |  |
| 245        | 11                     | De Boma Boulevard            | Bart Cooreman      | 21 februari 2009 |  |
| 246        | 12                     | Wie wordt de vrouw van Boma? | Bart Cooreman      | 28 februari 2009 |  |
| 247        | 13                     | Love is in the air           | Bart Cooreman      | 7 maart 2009     |  |

## Reeks 20 (2009-2010)
| Volgnummer | Volgnummer in de reeks | Titel van aflevering          | Scenarist(en)      | Uitzenddatum     |  |
| ---------- | ---------------------- | ----------------------------- | ------------------ | ---------------- |  |
| 248        | 1                      | Home sweet home**             | Knarf Van Pellecom | 19 december 2009 |  |
| 249        | 2                      | Kop van jut                   | Carmino D'haene    | 26 december 2009 |  |
| 250        | 3                      | Ronaldinho en de Rode Duivels | Simon Pieters      | 2 januari 2010   |  |
| 251        | 4                      | Rode kaart                    | Bart Cooreman      | 9 januari 2010   |  |
| 252        | 5                      | Het volkstuintje              | Koen Vermeiren     | 16 januari 2010  |  |
| 253        | 6                      | Een kaarsje                   | Bart Cooreman      | 23 januari 2010  |  |
| 254        | 7                      | Bella Africa*                 | Bart Cooreman      | 30 januari 2010  |  |
| 255        | 8                      | Allo allo                     | Bart Cooreman      | 6 februari 2010  |  |
| 256        | 9                      | De valse noot                 | Knarf Van Pellecom | 13 februari 2010 |  |
| 257        | 10                     | De Bomabio                    | Simon Pieters      | 20 februari 2010 |  |
| 258        | 11                     | Ronaldinho en Julia           | Simon Pieters      | 27 februari 2010 |  |
| 259        | 12                     | Noblesse oblige               | Simon Pieters      | 13 maart 2010    |  |
| 260        | 13                     | DDT ontsnapt                  | Bart Cooreman      | 20 maart 2010    |  |

## Reeks 21 (2010-2011)
| Volgnummer | Volgnummer in de reeks | Titel van aflevering | Scenarist(en)                                                            | Uitzenddatum     |  |
| ---------- | ---------------------- | -------------------- | ------------------------------------------------------------------------ | ---------------- |  |
| 261        | 1                      | Champagnevoetbal     | Bart Cooreman                                                            | 4 december 2010  |  |
| 262        | 2                      | Poepa Boma           | Knarf Van Pellecom                                                       | 11 december 2010 |  |
| 263        | 3                      | Music Maestro        | Carmino D'haene                                                          | 18 december 2010 |  |
| 264        | 4                      | Carmen BV            | Bart Cooreman                                                            | 25 december 2010 |  |
| 265        | 5                      | De cover             | Geert Bouckaert                                                          | 1 januari 2011   |  |
| 266        | 6                      | Heldendaad           | Dirk Nielandt                                                            | 8 januari 2011   |  |
| 267        | 7                      | Boma in Brugge       | Bart Cooreman                                                            | 15 januari 2011  |  |
| 268        | 8                      | De bende van Boma    | Pastapoora                                                               | 22 januari 2011  |  |
| 269        | 9                      | Een echte held       | Geert Bouckaert                                                          | 29 januari 2011  |  |
| 270        | 10                     | De Carmen            | Knarf Van Pellecom                                                       | 5 februari 2011  |  |
| 271        | 11                     | Marc burgemeester    | Bart Cooreman en Carmino D'haene, naar een idee van Brandon Van de Perre | 12 februari 2011 |  |
| 272        | 12                     | Wodka**              | Bart Cooreman                                                            | 19 februari 2011 |  |
| 273        | 13                     | De mooiste dag       | Bart Cooreman                                                            | 26 februari 2011 |  |

## Scenaristen
Er verschenen op 21 jaar tijd 273 afleveringen (21 reeksen van elk 13 afleveringen) van F.C. De Kampioenen.
Hieronder worden alle scenaristen gerangschikt in volgorde van het aantal geschreven scenario's.
| Scenarist                       | Periode              | Aantal afleveringen |
| ------------------------------- | -------------------- | ------------------- |
| Bart Cooreman                   | 1996-2011            | 75                  |
| René Swartenbroekx              | 1990-2007            | 32                  |
| Knarf Van Pellecom              | 2000-2011            | 29                  |
| Anton Klee                      | 1991-1997, 1999-2001 | 23                  |
| Frank Van Laecke                | 1990-1996            | 21                  |
| Wout Thielemans/Simon Pieters   | 1995-2002, 2008-2010 | 19                  |
| Koen Vermeiren                  | 1995-2002, 2009      | 18                  |
| Jan Schuermans                  | 1993-1998, 2005-2006 | 13                  |
| An Swartenbroekx                | 2002-2008            | 9                   |
| Rudy Morren                     | 2006-2009            | 5                   |
| Peter Cnop                      | 1990                 | 4                   |
| Luc Kerkhofs                    | 1991-1992            | 4                   |
| Gerrie Van Rompaey/Eva Lambert  | 1993, 1999-2000      | 4                   |
| Jan Bergmans                    | 1999-2001            | 4                   |
| Carmino D'haene                 | 2009-2011            | 4                   |
| Mieke Verbelen                  | 2003-2004            | 3                   |
| Willy Van Poucke                | 1990                 | 2                   |
| Eddy Asselbergs/Collectief Foks | 1991                 | 2                   |
| Geert Bouckaert                 | 2011                 | 2                   |
| Nico De Braeckeleer             | 1997                 | 1                   |
| Marc Scheers                    | 2002                 | 1                   |
| Dirk Nielandt                   | 2011                 | 1                   |
| Pastapoora                      | 2011                 | 1                   |

### Opmerkingen
1. ↑  Wout Thielemans schreef 4 afleveringen onder het pseudoniem van Simon Pieters.
2. ↑  Gerrie Van Rompaey schreef in 1993 een aflevering onder het pseudoniem van Eva Lambert.
3. ↑  Eddy Asselbergs schreef 2 afleveringen onder het pseudoniem van Collectief Foks.
4. ↑  Pastapoora is een eenmalig schrijverscollectief bestaande uit Ann Ricour, Ivo Chiang, Anne-Mie Leroy en Luc Standaert.

### Naar een idee van
Sommige afleveringen werden geschreven naar een idee van een ander persoon. Een overzicht:
| Naar een idee van    | Periode   | Aantal afleveringen |
| -------------------- | --------- | ------------------- |
| Jan Bergmans         | 2001      | 1                   |
| Sabine Clement       | 2001      | 1                   |
| Bert Meskens         | 2002      | 1                   |
| Johan Catteeuw       | 2002      | 1                   |
| Marc Scheers         | 2003-2005 | 8                   |
| Knarf Van Pellecom   | 2005      | 2                   |
| Brandon Van de Perre | 2011      | 1                   |

## Oorspronkelijke titels
Sommige afleveringen hadden in de oorspronkelijke versie een andere titel.
- Afl. 9 (reeks 1) - Crisis heette oorspronkelijk Trainerperikelen
- Afl. 31 (reeks 3) - Besmet! heette oorspronkelijk Het virus
- Afl. 36 (reeks 3) - Kiescampagne heette oorspronkelijk Gemeenteraadsverkiezingen
- Afl. 39 (reeks 3) - Betrapt! heette oorspronkelijk Pico's misstap
- Afl. 65 (reeks 5) - DDT getrouwd heette oorspronkelijk Schijnverloving
- Afl. 75 (reeks 6) - Cupido heette oorspronkelijk De advertentie
- Afl. 271 (reeks 21) - Marc burgemeester heette oorspronkelijk Burgemeester Vertongen

## Verkiezing beste afleveringen

### Kampioen der Kampioenen(2007)
Op 25 mei 2007 werd online een publieke stemming geopend om de beste zes afleveringen van de serie te bepalen. Er kon hierbij een persoonlijke top 3 worden gekozen uit 30 afleveringen die waren geselecteerd door de hoofdacteurs. De winnende afleveringen werden uiteindelijk uitgezonden eind augustus 2007. Dit was de ranking:
- 1. Het huwelijk (reeks 15)
- 2. Xaviera Waterslaeghers (reeks 13)
- 3. Marc macho (reeks 5)
- 4. Carmen zwanger (reeks 8)
- 5. Psycho Boma (reeks 12)
- 6. Innige deelneming (reeks 14)

### F.C. De Beste Kampioenen(2010)
Onder deze titel werd een soortgelijke stemming gehouden in 2010. Hierbij was de eindranking als volgt:
- 1. DDT ontsnapt (reeks 20)
- 2. Marc macho (reeks 5)
- 3. Het huwelijk (reeks 15)
- 4. Een moeilijke bevalling (reeks 18)
- 5. Xaviera Waterslaeghers (reeks 13)